# Pitcairnia modesta
Pitcairnia modesta är en gräsväxtart som beskrevs av Lyman Bradford Smith. Pitcairnia modesta ingår i släktet Pitcairnia och familjen Bromeliaceae. Inga underarter finns listade i Catalogue of Life.